# ピーエイ
株式会社ピーエイ　(英；PA Co., Ltd.)は福島県楢葉町に本社を置く求人情報サービスや人材派遣、保育、障がい者放課後デイサービス、遊休地、遊休施設再生などを事業とする株式会社。昨今は、それらに加えて地方自治体への移住定住、関係人口拡大、市街地活性化などの事業を自治体と連携して行い、地域課題解決の地域創生事業として行う。1986年6月、新潟市で設立。
2000年（平成12年）7月に新潟県の会社として初めて東証マザーズに上場し、平成27年5月東京証券取引所市場第二部へ市場変更をおこなった（証券コードは4766）。
2022年4月に本店を東京から東日本大震災の原発被災地福島県楢葉町に移転した。
2025年8月5日、札幌証券取引所の本則市場に東証と重複上場した。

## 概要
北信越地方や、東北地方で無料求人情報誌「JOBPOST（ジョブポスト）」の発行並びにスマートフォン向けインターネットサイト「JOBPOST（ジョブポスト）web」の提供を行っている。子会社を通して店舗による顧客囲い込み等販売促進を低コストで支援するサービス「ケータイToKuPi（とくぴ）」の管理運営や求人サイト「Jobee（ジョビー）」の運営、新潟県での人材派遣業及び人材紹介業を行っている。

## 参考資料
- 株式会社ピーエイ第28期 有価証券報告書(EDINET - 閲覧)
- 会社四季報2014年３集夏号　第426号(東洋経済新報社)